# 眼牆置換循環

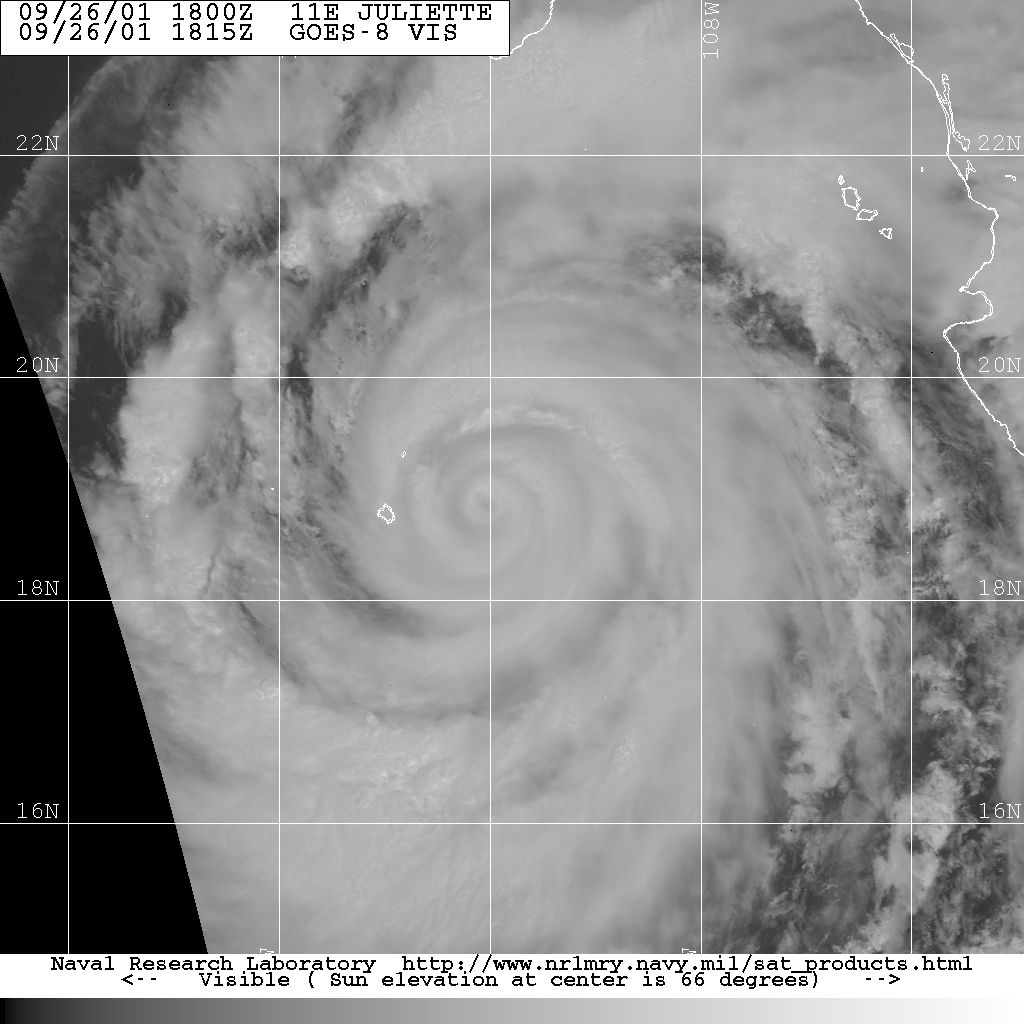
颶風朱麗葉 (2001年)在眼牆置換循環中出現了罕見的「三眼牆」（三重眼壁）現象

眼牆置換循環（英語：Eyewall replacement cycle），又稱為眼壁更替週期，是一種發生於熱帶氣旋中心的現象，在原眼牆外，形成新眼壁，並逐步移入中心，取代舊有的內眼壁。眼牆置換一般會發生於強烈的熱帶氣旋，一般發生在接近中心最高持續風速大於185每小時（115英里每小時）的熱帶氣旋，亦即發展非常成熟之颱風或颶風，相當於中國國家氣象中心和香港天文台之超強颱風、臺灣中央氣象局之強烈颱風、薩菲爾-辛普森颶風等級之三級颶風（大型颶風）或以上級別。
熱帶氣旋在出現「眼牆置換循環」前，首先會發展出多個眼牆的結構（如雙眼牆）。一個外眼壁在中心密集雲團形成，並緩慢收縮，逐漸奪走舊有內眼壁繼續保持所需要的水分和角動量。因為熱帶氣旋的眼牆風力最大，所以在眼牆置換的過程中熱帶氣旋通常會減弱。內眼壁逐漸被外眼壁「扼殺」，最終內眼壁將會消失，外眼壁則繼續收緊。
眼牆置換循環中出現的不一定只有雙眼牆，甚至曾經有熱帶氣旋出現過不只兩層眼牆的颶風，例如2001年颶風朱麗葉出現「三眼牆」（三重眼壁），但他仍會先後合併為雙眼牆，內層眼牆終將消失，完成眼牆置換循環。

## 觀測歷史
眼牆置換周期的觀測，最早在1956年的颱風莎拉，當時觀測到莎拉開始出現雙眼牆，並被描述為「風眼裡面有風眼」，並藉由偵察機觀察6公里的內眼牆和28公里的外眼牆。但經過8小時的飛行，內眼牆消失，外眼牆縮小至16公里，且最大持續風速和颱風強度出現減弱的現象。第二次眼牆置換循環的觀測是在1960的颶風唐娜。偵察機上的雷達顯示出內眼牆的高度從16公里不斷變化並達到21公里高，接近對流層頂。

## 雙眼牆

正在進行眼牆置換循環的飓风弗朗西丝

雙眼牆曾經被認為是一個罕見的現象，但由於偵察機和微波衛星數據的發明以及觀測技術的進步，因而發現有超過一半的熱帶氣旋在發展的過程都至少會發展一次雙眼牆。

## 演變成環形氣旋
環形氣旋有十分大且環形對稱的眼壁。觀測顯示眼牆置換循環可以使熱帶氣旋發展成環形氣旋。